# پانچو ویلا خودش بازیگر می‌شود
پانچو ویلا خودش بازیگر می‌شود (به انگلیسی: Starring Pancho Villa as Himself) یک تله‌فیلم آمریکایی در ژانر فیلم زندگی‌نامه‌ای، وسترن و درام تاریخی محصول سال ۲۰۰۳ تولید شبکه اچ‌بی‌او با مشارکت سیتی اینترتایمنت با بازی آنتونیو باندراس در نقش پانچو ویلا به کارگردانی بروس برسفورد و نویسندگی لری گلبرت است.
این فیلم که در ابتدا ایده داستان را داشت و تحقیقات گسترده‌ای انجام داد، پروژه را به اچ‌بی‌او فروخت شد و سپس مارک گوردون را به خدمت درآمد و لری گلبرت را برای نوشتن و همکاری در فیلمنامه استخدام شد. در زمان تولید، این فیلم گران‌ترین فیلم تلویزیونی ۲ ساعته بود که تا به حال ساخته شد، با بودجه بیش از سی میلیون دلار. این فیلم تقریباً به‌طور کامل در لوکیشن سان میگل د آلنده، مکزیک و اطراف آن فیلمبرداری شده‌است.

## داستان
هالیوود با «پانچو ویلا» قراری می‌گذارد تا از جنگ و زندگی او فیلم بسازد…

## موضوع فیلم
این فیلم مربوط به فیلمبرداری زندگی ژنرال بی‌یا (که در سال ۱۹۱۴ فیلمبرداری شد) است و از چشمان فرانک ان. تایر، برادرزاده رئیس استودیو که با قرار گرفتن مسئولیت پروژه، پیشرفت شغلی پیدا می‌کند، دیده می‌شود. این فیلم به اولین فیلم بلند آمریکایی تبدیل شد و تعداد زیادی از بینندگان را با وحشت واقعی جنگ که هرگز شخصاً ندیده بودند آشنا کرد. 